# Oussama Hosni
Oussama Hosni, né le 17 septembre 1992, est un handballeur tunisien jouant au poste d'arrière.
International tunisien, il participe à plusieurs compétitions internationales dont les Jeux olympiques 2016 et le championnat d'Afrique 2018 qu'il a remporté.
Après avoir commencé sa carrière au Club africain, il évolue depuis 2017 en France.

## Palmarès

### Clubs
Compétitions internationales
- Vainqueur de la Ligue des champions d'Afrique (1) : 2014 (Tunisie)
  - Finaliste (1) : 2015
  - Troisième (1) : 2013 (Maroc)
- Vainqueur de la Supercoupe d'Afrique (1) : 2015 (Gabon)
- Vainqueur du championnat arabe des clubs champions (1) : 2012

Compétitions nationales
- Vainqueur du championnat de Tunisie (1) : 2015
- Vainqueur de la coupe de Tunisie (3) : 2011, 2015, 2016

### Équipe nationale
Jeux olympiques
- 1er tour aux Jeux olympiques de 2016 ( Brésil)

Championnats du monde
- 11e au championnat du monde 2013 ( Espagne)
- 19e au championnat du monde 2017 ( France)
- 12e au championnat du monde 2019 ( Danemark)

Championnats d'Afrique
- Médaille d'argent au championnat d'Afrique 2016 ( Égypte)
- Médaille d'or au championnat d'Afrique 2018 ( Gabon)
- Médaille d'argent au championnat d'Afrique 2020 ( Tunisie)

Autres
- Médaillé de bronze au championnat du monde junior 2011 (Grèce)
- Vainqueur du championnat d'Afrique junior en 2012 (Côte d'Ivoire)